# Талыбов, Васиф Юсиф оглы
Васиф Юсиф оглы Талыбов (азерб. Vasif Yusif oğlu Talıbov; 14 января 1960, село Ашагы Аралыг, Норашенский район, Нахичеванская АССР, Азербайджанская ССР) — азербайджанский государственный деятель. Депутат парламента Азербайджана и Верховного Меджлиса Нахичеванской Автономной Республики.

## Биография
Васиф Талыбов родился 14 января 1960 года в селе Ашагы Аралыг Нахичеванской АССР. В 1976 году окончил среднюю школу в селе Сийагут Шарурского района.
В 1981 году окончил историко-филологический факультет Нахичеванского педагогического института.
В 1998 году окончил юридический факультет Бакинского государственного университета.
С 1976 года работал в отделе народного образования Шарурского района.
С 1981 по 1982 год являлся преподавателем средней школы с. Демирчи Шарурского района, инструктором по кадрам Нахичеванской трикотажной фабрики.
С 1983 по 1991 год являлся начальником специального отдела Нахичеванской трикотажной фабрики.
С сентября 1991 по апрель 1994 года являлся главным помощником Председателя Верховного Меджлиса Нахичеванской Автономной Республики.
С апреля 1994 по декабрь 1995 года являлся первым заместителем Премьер-министра Нахичеванской Автономной Республики по внешним экономическим связям.
8 апреля 1995 года избран председателем Нахичеванского филиала партии «Новый Азербайджан».
Являлся депутатом Верховного Меджлиса Нахичеванской Автономной Республики I, II, III, IV, V, VI созывов (с 1995 года).
С 3 июля 1993 по 2022 год являлся председателем Верховного Меджлиса Нахичеванской АР.
Депутат I, II, III, IV, V, VI созывов Национального собрания Азербайджана от 1-го Шарур-Садаракского округа.
Член комитета по социальной политике парламента Азербайджана.
Руководитель межпарламентской рабочей группы «Азербайджан — Иран».
Являлся членом межпарламентских рабочихгрупп «Азербайджан — США», «Азербайджан — Франция» парламента III созыва.
Член партии «Новый Азербайджан». Член политического совета и правления партии «Новый Азербайджан».
Под руководством Васифа Талыбова с 10 по 13 июля 1996 года был проведён международный симпозиум «Нахичевань в международных источниках».
Также по его инициативе и активном участии Верховный Меджлис Нахичеванской Автономной Республики совместно с Институтом истории им. А. Бакиханова, Национальной Академии Наук Азербайджана, Нахичеванским отделением НАНА и Нахичеванским государственным университетом с 9 по 16 июня 2006 года провёл международный научный симпозиум, на котором было заслушано более 50-и докладов при участии учёных из Турции и Ирана.
С 14 по 16 сентября 2000 года был также проведен международный симпозиум на тему «Природные ресурсы Нахичеванской Автономной Республики и пути их более рационального использования».
На 1-м съезде азербайджанцев всего мира, проходившем в Баку 9-10 октября 2001 года, Васифа Талыбова избрали членом Координационного совета.
Под руководством Талыбова в 2005 году издана двухтомная энциклопедия «Нахичевань» и энциклопедия «Памятники Нахичевани» (2008 г.).
Как отмечает российский историк Виктор Шнирельман, празднование 75-летия Нахичеванской Автономной Республики, происходившее 9 февраля 1999 г, стало ключевым моментом для ревизионистского переписывания азербайджанской истории. В частности, выступая на этом мероприятии Талыбов назвал армян «историческими врагами» азербайджанского народа.
В период руководства Васифа Талыбова в 2005 году в Нахичевани было уничтожено крупнейшее средневековое армянское кладбище хачкаров в Джульфе.

## Награды
- Орден «Шараф» (13 января 2020 года) — за особые заслуги в деле государственного строительства в Азербайджанской Республике[4][5]
- Орден «Шохрат» (13 января 2010 года) — за заслуги в усовершенствовании законодательства и обеспечении социально-экономического развития в Азербайджанской Республике[6][7]